# Hans Schlemmer
Johannes „Hans” Schlemmer (ur. 18 stycznia 1893 w Nesselwang, zm. 26 czerwca 1973 w Bad Kreuznach) – niemiecki wojskowy, generał oddziałów górskich.

## Życiorys
Po ukończeniu szkoły średniej w dniu 1 sierpnia 1913 roku, podobnie jako jego starszy brat Ernst (późniejszy generał Wehrmachtu), wstąpił na ochotnika do armii bawarskiej. Wstąpił do 2 batalionu pionierów jako kandydat na oficera. W 1914 roku jako podoficer-kandydat na oficera przeniesiony został do 5 pułku artylerii polowej, w składzie którego uczestniczył w I wojnie światowej. Był tam kolejno dowódcą plutonu i baterii. Wojnę zakończył w stopniu porucznika.
Po zakończeniu wojny pozostał w wojsku. Początkowo był oficerem w 23 pułku artylerii, a po utworzeniu Reichswehry, został oficerem w 7 oddziale jazdy w Monachium. Następnie pełnił służbę w 7 oddziale sanitarnym i 4 szwadronie jazdy. W 1925 roku został dowódcą 4 baterii 7 pułku artylerii. Od 1926 do 1930 roku studiował w Wyższej Szkole Technicznej w Charlottenburgu, po ukończeniu której otrzymał tytuł inżyniera dyplomowanego.  
Po dojściu do władzy Hitlera, w 1934 roku przeszedł do Ministerstwa Reichswehry, gdzie był szefem grupy w Biurze Uzbrojenia. W lutym 1938 roku został przeniesiony do OKH, lecz w związku z aferą Blomberga-Fritscha, został przeniesiony do 111 pułku artylerii górskiej i 10 października 1938 roku został dowódcą III dywizjonu tego pułku. 
Na czele III dywizjonu artylerii 111 pułku artylerii uczestniczył w ataku na Polskę w 1939 roku. 25 września został dowódcą 7 pułku artylerii. Po zakończeniu walk w Polsce wraz z pułkiem przerzucony został na zachód i wziął udział w kampanii francuskiej w maju 1940 roku. 
W marcu 1941 roku został dowódcą 148 Dowództwa Artylerii (Arko 148) i na jego czele wziął udział w ataku na ZSRR w 1941 roku, następnie brał udział w walkach na froncie wschodnim. W dniu 12  grudnia 1941 roku został dowódcą 134 Dywizji Piechoty, dywizją tą dowodził do lutego 1944 roku. W tym czasie dywizja walczyła na froncie wschodnim. Potem znajdowała się w rezerwie Naczelnego Dowództwa. Następnie w okresie kwiecień-maj 1944 roku dowodził VIII Korpusem Armijnym. 
Następnie został przeniesiony na teren Włoch, gdzie 2 czerwca 1944 roku został dowódcą LXXV Korpusu Armijnego. Ten korpus brał udział w walkach na terenie Włoch. Dowodził tym korpusem do momentu kapitulacji wojsk niemieckich we Włoszech w dniu 2 maja 1945 roku i dostał się do niewoli amerykańskiej. W obozie jenieckim przebywał do 17 lipca 1947 roku.

## Awanse
- podporucznik (Leutnant) (06.12.1914)
- porucznik (Oberleutnant) (22.08.1918)
- kapitan (Hauptmann) (01.06.1926)
- major (Major) (01.08.1934)
- podpułkownik (Oberstleutnant) (01.03.1937)
- pułkownik (Oberst) (01.08.1939)
- generał major (Generalmajor) (10.03.1942)
- generał porucznik (Generalleutnant) (01.01.1943)
- generał oddziałów górskich (General der Gebirgstruppe) (09.11.1944)

## Odznaczenia
- Krzyż Rycerski z Liśćmi Dębu (18.01.1944)
- Krzyż Rycerski (21.04.1942)
- Złoty Krzyż Niemiecki (23.01.1942)
- Krzyż Żelazny kl. I (17.12.1916)
- Okucia do Krzyża Żelaznego kl. I (25.05.1940)
- Order Zasługi Wojskowej z mieczami i koroną
- Krzyż Żelazny kl. II (09.11.1914)
- Okucia do Krzyża Żelaznego kl. II (25.10.1939)
- Medal za Kampanię Zimową na Wschodzie 1941/1942 (18.08.1942)
- Krzyż Honorowy z mieczami
- Czarna Odznaka za Rany